# Kolstad
Kolstad är en by i Risinge socken i Finspångs kommun som vuxit upp kring Kolstads säteri. Kolstad ligger längs med riksväg 51 mellan Norrköping och Finspång, strax nordväst om Svärtinge. 